# Action de la Redoute Hohenzollern
Batailles
Front d'Europe de l’Ouest
- Liège (8-1914)
- Namur (8-1914)
- Frontières (8-1914)
- Anvers (9-1914)
- Grande Retraite (9-1914)
- Marne (9-1914)
- Course à la mer (9-1914)
- Yser (10-1914)
- Messines (10-1914)
- Ypres (10-1914)
- Givenchy (12-1914)
- 1re Champagne (12-1914)
- Hartmannswillerkopf (1-1915)
- Neuve-Chapelle (3-1915)
- 2e Ypres (4-1915)
- Colline 60 (4-1915)
- Artois (5-1915)
- Festubert (5-1915)
- Quennevières (6-1915)
- Linge (7-1915)
- 2e Artois (9-1915)
- 2e Champagne (9-1915)
- Loos (9-1915)
- Verdun (2-1916)
- Redoute Hohenzollern (3-1916)
- Hulluch (4-1916)
- 1re Somme (7-1916)
- Fromelles (7-1916)
- Arras (4-1917)
- Vimy (4-1917)
- Chemin des Dames (4-1917)
- 3e Champagne (4-1917)
- 2e Messines (6-1917)
- Passchendaele (7-1917)
- Cote 70 (8-1917)
- 2e Verdun (8-1917)
- Malmaison (10-1917)
- Cambrai (11-1917)
- Bombardements de Paris (1-1918)
- Offensive du Printemps (3-1918)
- Lys (4-1918)
- Aisne (5-1918)
- Bois Belleau (6-1918)
- 2e Marne (7-1918)
- 4e Champagne (7-1918)
- Château-Thierry (7-1918)
- Le Hamel (7-1918)
- Amiens (8-1918)
- Cent-Jours (8-1918)
- 2e Somme (9-1918)
- Bataille de la ligne Hindenburg
- Meuse-Argonne (10-1918)
- Cambrai (10-1918)

Front italien
Front d'Europe de l’Est
Front des Balkans
Front du Moyen-Orient
Front africain
Bataille de l'Atlantique
L'action de la redoute Hohenzollern est une succession de combats opposant les troupes britanniques aux troupes allemandes du 2 au 18 mars 1916. Ces combats se sont déroulés vers Loos, sur le front occidental, pendant la Première Guerre mondiale.
La redoute Hohenzollern est une position défensive allemande située au nord de Loos-en-Gohelle, une ville minière située au nord-ouest de Lens. Les armées britanniques et allemandes se sont disputé la redoute depuis la bataille de Loos (25 septembre - 8 octobre 1915) jusqu'au début de la bataille de la Somme, le 1er juillet 1916. Au cours de l'hiver 1915-1916, la 170e compagnie de tunneliers du Royal Engineers creuse plusieurs galeries sous les lignes allemandes dans la zone de la redoute, qui avait changé de mains à plusieurs reprises depuis septembre 1915. En mars 1916, le côté ouest est tenu par les Britanniques et le côté est est occupé par les Allemands, le front se trouvant à proximité d'une nouvelle tranchée allemande connue sous le nom de The Chord. Le no man's land est devenu un champ de cratères et les Allemands ont une vue imprenable sur les positions britanniques depuis le terril de la Fosse 8. La ligne de front britannique est tenue par des avant-postes afin de réduire le nombre de troupes vulnérables aux explosions de mines et à la tension liée au fait de savoir que le sol pouvait exploser à tout moment.
La 12e division (Est) est choisie pour mener une attaque visant à capturer le champ de cratères, à observer les défenses allemandes depuis les lèvres des cratères jusqu'à la Fosse 8 et à mettre fin à la menace des attaques de mines allemandes. Quatre mines, les plus grosses jamais posées par les Britanniques, explosent le 2 mars et sont suivies par deux bataillons d'infanterie qui s'emparent des nouveaux cratères, de plusieurs cratères occupés par les Allemands, du cratère Triangle qui n'avait jamais été vu avant d'être envahi et d'une grande partie de The Chord, la plupart des autres cratères ayant été détruits par les explosions. L'entrée principale des galeries de mines allemandes est découverte dans le cratère Triangle et la 170e compagnie de tunneliers traverse le no man's land pour en détruire l'entrée. Les contre-attaques allemandes se concentrent sur la récupération du cratère Triangle, qui est repris le 4 mars. La récupération par les Allemands de l'entrée de la galerie menace les positions capturées par les Britanniques, qui attaquent le cratère Triangle le 6 mars et sont repoussés.
Les tunneliers britanniques pénètrent dans le système de galeries allemand à partir d'un tunnel britannique et parviennent à le démolir le 12 mars, ce qui écarte la menace d'une nouvelle attaque de mines allemandes. Les escarmouches autour des cratères diminuent et on pense que les Allemands se concentrent sur la consolidation de nouvelles positions. Le 18 mars, les Allemands surprennent les Britanniques avec cinq mines qui avaient été discrètement creusées dans la couche d'argile au-dessus de la craie. L'attaque allemande a presque autant de succès que celle des Britanniques le 2 mars, les forçant à reculer jusqu'à la ligne de front initiale, avant que des contre-attaques locales ne regagnent une partie des cratères. Lorsque les combats se calment après le 19 mars, les deux camps occupent les bords des cratères. Le brigadier général Albemarle Cator, commandant de la 37e brigade, recommande de mettre fin aux tentatives d'occupation des cratères et d'occuper plutôt les lèvres proches, car les cratères sont des pièges mortels exposés aux tirs d'obusiers et de mortiers, les observations depuis la lèvre du cratère étant rendues difficiles par sa forme convexe et les gros blocs de craie sont ramenés à la surface par les explosions.

## Contexte
La 170e compagnie de tunneliers du Royal Engineers commence les travaux, en vue d'un travail de sape sur la redoute Hohenzollern, le 14 décembre 1915. À la fin du mois, elle est en train de creuser six puits. Deux sections de la 180e compagnie de tunneliers sont ensuite rattachées à la 170e, et les mineurs commencent trois autres puits. Le travail de sape est réalisé dans la couche d'argile pour détourner l'attention des Allemands des autres travaux de sape dans la craie. Entre-temps, la zone de la redoute Hohenzollern change de mains à plusieurs reprises à partir de septembre 1915. En mars 1916, le côté ouest est tenu par les Britanniques et le côté est est occupé par les Allemands, le front se trouvant près d'une nouvelle tranchée allemande connue sous le nom de The Chord. Les Allemands ont une vue imprenable sur les positions britanniques, depuis un terril appelé la Fosse 8, et les opérations de sape précédentes ont transformé le no man's land en un champ de cratères. La ligne de front britannique est tenue par des avant-postes, afin de réduire le nombre de troupes vulnérables aux explosions de mines et à la tension liée au fait de savoir que le sol pouvait éclater à tout moment. Il a été calculé que l'effort de sape allemand dans la zone de la redoute de Hohenzollern était six semaines plus avancé que l'effort britannique.

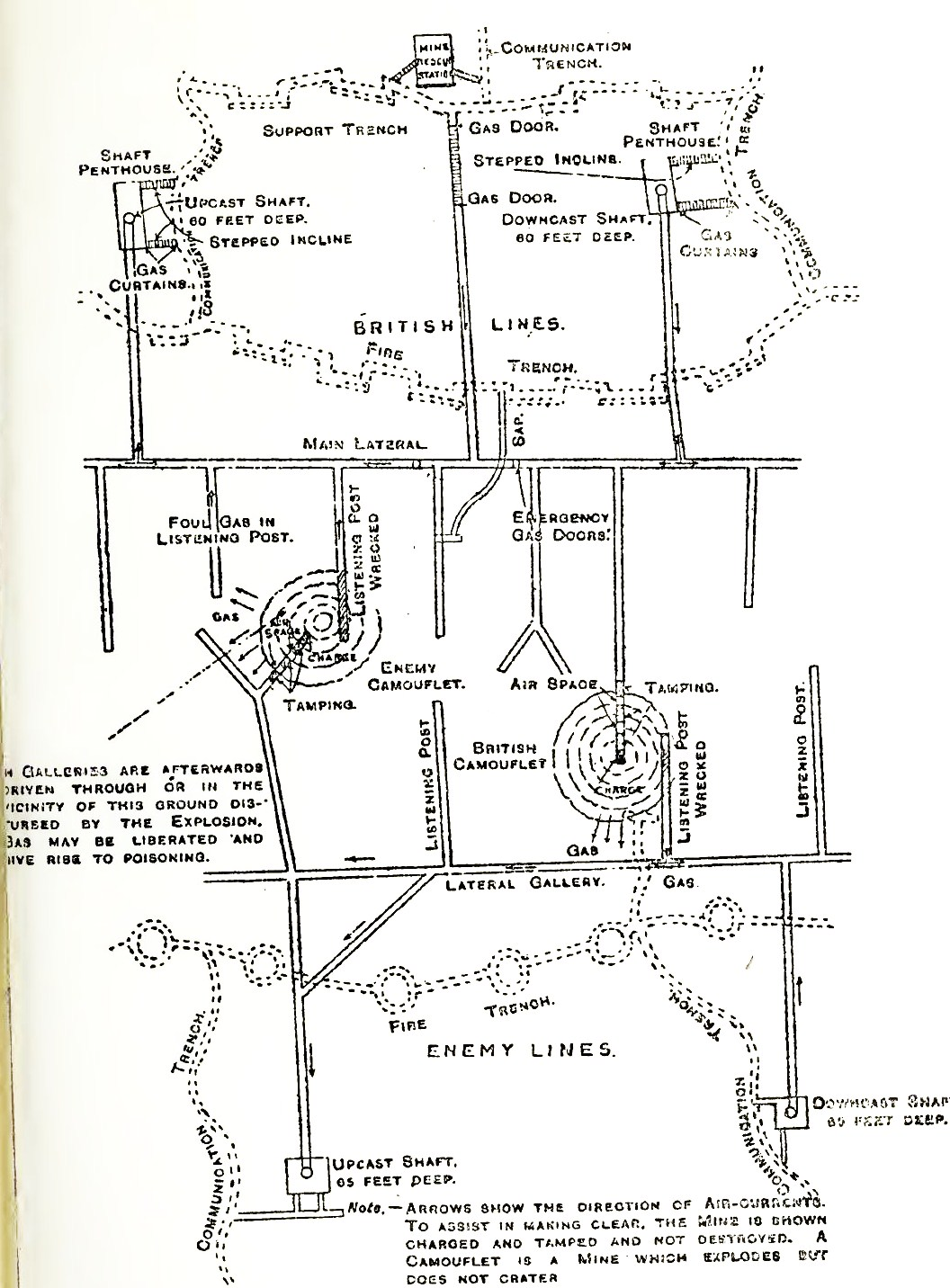
Schéma de la guerre des mines : tunnels, galeries et ventilation

Le travail de sape a pour but de détruire les fortifications et les troupes qui s'y trouvent et d'empêcher l'adversaire de faire de même. Il doit être effectué dans des conditions qui dissimulent l'effort aux adversaires, afin d'éviter la contre-sape. Dans la région de Loos, les matériaux excavés sont de la craie et donc facilement visibles, une partie de ces matériaux est utilisée sur la ligne de front, mais la plupart d'entre eux doivent être enlevés par de grandes unités de transport et déversés hors de la vue des observateurs allemands au sol, des équipages et des caméras des avions de reconnaissance. Un puits est creusé bien en arrière dans le système défensif, puis une galerie est percée, avec des galeries secondaires à intervalles réguliers. À mesure que la galerie principale se rapproche des défenses allemandes, la nécessité de garder le silence devient primordiale, afin d'échapper aux Allemands qui mènent une opération minière similaire. Des plans des chantiers de mines sont conservés, sur lesquels sont reportés les travaux allemands similaires, en se basant sur les mines déjà creusées et sur les rapports des observateurs.
Lorsque les galeries s'approchent, un camouflet, une petite mine insuffisante pour perturber la surface, est planté pour effondrer la galerie de l'adversaire, puis le creusement de la galerie offensive reprend. Si la galerie atteint l'objectif, une chambre est creusée puis chargée d'explosifs, prête à être mise à feu. L'approche d'une galerie allemande, l'écoute d'indices, l'intrusion dans une galerie rivale et l'attente de l'explosion de la mine sont très éprouvantes pour les mineurs et éprouvantes pour les troupes en première ligne à la surface, qui savaient qu'une mine pouvait être déclenchée sous leurs pieds à tout moment. Afin de réduire le danger pour les troupes de première ligne, la zone est tenue par des postes plutôt que par une ligne de front continue, avec un nombre minimum de troupes. Les mines allemandes ont formé des cratères dans le no man's land, appelés cratères 1-4 par les Britanniques et qui sont tenus par chaque camp, creusés sur leurs lèvres respectives. En février 1916, des travaux de sape sont menés dans les carrières et près de la Fosse 8, où les explosions sont fréquentes et suivies d'attaques d'infanterie pour occuper la lèvre proche et saper l'avant.

## Prélude

### Préparatifs offensifs britanniques
Les efforts britanniques au cours de l'hiver dépassent progressivement les opérations de sape allemandes et un plan est élaboré pour détruire les galeries allemandes. Quatre mines sont placées sous la redoute Hohenzollern, pour exploser juste avant une attaque sur The Chord, ce qui laisserait les Britanniques en possession du champ de cratères, contrerait l'avantage allemand en matière d'observation depuis la Fosse 8 et conduirait peut-être à la destruction du système de galeries allemandes. La chambre A est chargée de 3 200 kg d'ammonal, la chambre B de 1 400 kg de blastine, explosif contenant du perchlorate d'ammonium, du nitrate de sodium, du trinitrotoluène et de la cire de paraffine, et d e1 800 kg d'ammonal, la chambre C est chargée de 4 790 kg. Les Allemands sont apparemment pris au dépourvu. Pendant que la 36e brigade se repose et s'entraîne loin de la ligne de front, la 37e brigade effectue des travaux préparatoires, larguant des grenades à main près de la ligne de front, préparant des tranchées de communication, des zones de franchissement et s'organisant pour acheminer de la soupe chaude aux groupes d'assaillants après l'attaque.

### Plan d'attaque britannique
Le commandant de la 170e compagnie de tunneliers produit une estimation de l'effet des mines, afin d'aider les attaquants à s'orienter. Les mines A et B doivent créer des cratères de 30 mètres de large et de 11 mètres de profondeur, et le cratère C doit mesurer 40 mètres de large et 11 mètres de profondeur. La quatrième mine, plus petite, est placée sous le côté du cratère 2 et doit laisser un cratère plus grand, légèrement décalé. L'artillerie de la 12e division est soutenue par les 59e et 81e batteries de siège et l'artillerie du 1er corps fournit une section d'obusiers de 9,2 pouces, deux sections d'obusiers de 8 pouces et deux sections de canons de 60 livres. Aucun bombardement préparatoire ne doit être effectué, mais à partir de 17 h 10, dix mortiers de tranchée doivent tirer sur le cratère 1 et The Chord. Au début de l'attaque, les mortiers doivent lancer des fumigènes pour faire écran à la progression des troupes. Par précaution, l'infanterie de première ligne doit être retirée avant le déclenchement des mines.

### Préparatifs défensifs allemands
L'augmentation de l'activité britannique à la fin du mois de février près de la redoute Hohenzollern, un nombre inhabituel de patrouilles et une augmentation des tirs d'artillerie lourde et de mortiers de tranchée, mettent les Allemands sur leurs gardes en vue d'une attaque britannique. La zone est tenue par le Ier bataillon du 23e régiment d'infanterie bavarois et le IIIe bataillon du 18e régiment d'infanterie bavarois de la 3e division bavaroise, chacun ayant trois compagnies en première ligne et une en réserve.

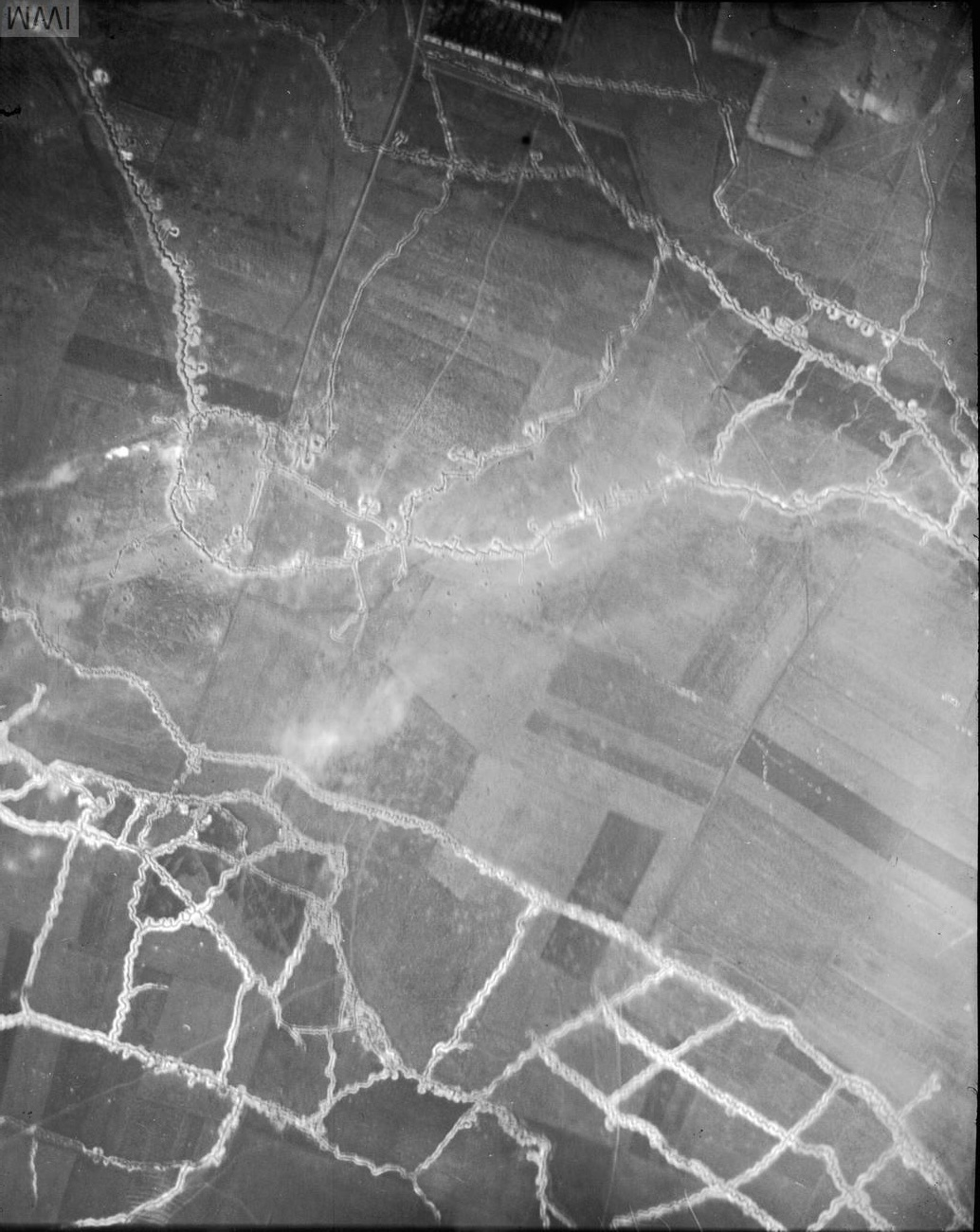
Photographie aérienne de la redoute Hohenzollern, 1915

## Bataille

### 2 mars
À 17 h 45, trois mines sont lancées à environ 9 mètres de The Chord, créant des cratères d'où l'on peut voir les tranchées allemandes. À la tombée de la nuit, le 9e Royal Fusiliers attaque sur la droite, tandis que le 8e Royal Fusiliers sur la gauche et les troupes de la 35e brigade sur la droite fournissent un feu de couverture. Au cours de la semaine précédente, beaucoup de neige, de grésil et de pluie étaient tombés, et les attaquants découvrent que dans la zone de terrain déplacée par les explosions de mines, ils sont à l'étroit. La compagnie C du 9e Royal Fusiliers atteint les cratères 1, 2 et A, puis bute sur le cratère Triangle avec peu de pertes. Un groupe chargé de bloquer la tranchée Big Willie descend la face sud-est du cratère, surprend les garnisons allemandes dans leurs abris souterrains et fait 80 prisonniers, avant d'être lentement repoussé vers le cratère Triangle, après avoir été à court de grenades à main. Cinquante hommes se rassemblent sur la face ouest, où ils sont recouverts de projections de terre de la mine A et, vingt hommes sont temporairement ensevelis. Le reste du groupe s'empare de The Chord, du cratère A à la tranchée C4, puis repousse les contre-attaques allemandes.
Sur le flanc gauche, le 8e Royal Fusiliers s'empare des cratères 4, B et C, mais le groupe qui attaque pour capturer The Chord de B à C4 est pris dans le no man's land par les Allemands et seuls deux hommes atteignent l'objectif. Vingt hommes d'une unité de soutien rejoignent les deux survivants, mais The Chord ayant été en grande partie détruite dans la zone, laisse peu de possibilités de protection. Les Britanniques se replient finalement sur la ligne des cratères, où vingt autres hommes arrivent et aident à tenir la position et à consolider les cratères 4, B et C. Des contre-attaques allemandes ont lieu toute la nuit, mais elles sont repoussées et la consolidation débute, malgré la perte de contact avec l'arrière et le sol meuble. La 170e compagnie de tunneliers suit l'infanterie et commence à faire sauter l'entrée de la galerie allemande trouvée dans le cratère du Triangle. Les objectifs de l'attaque sont atteints, sauf à l'extrémité nord de The Chord, et une attaque de bombardement ultérieure sur The Chord depuis le sud par le 9e Royal Fusiliers est également repoussée.

### 3-5 mars
À 9 h 37, le commandant de la 36e brigade, le brigadier-général L. B. Boyd-Moss, rapporte que la situation est satisfaisante, les cratères ayant été conquis, la consolidation commencée et le cratère inattendu du Triangle capturé, et dans lequel a été trouvée l'entrée principale du système de galeries allemandes. L'observation des lignes allemandes jusqu'à la Fosse 8 est réalisée, une partie de The Chord est capturée et une grande partie du reste est détruite, mais les tirs d'artillerie allemands de 6 à 8 heures du matin ont causé de nombreuses pertes. Au cours de la journée, les deux bataillons attaquants sont relevés par le 11e bataillon Middlesex et le 7e bataillon Royal Sussex. Les contre-attaques allemandes immédiates échouent jusqu'au 4 mars, où une attaque lancée à 6 heures du matin depuis The Chord et Little Willie Trench est repoussée. D'autres attaques à 7 h 0 et 9 h 0 sont repoussées, puis à 16 h 15, un autre bombardement allemand commence sur les cratères du flanc droit et le cratère Triangle est repris après trois assauts.
Les bataillons des régiments d'infanterie bavaroise 18 et 23 sont retirés dans la nuit du 4 au 5 mars et les contre-attaques, par des troupes fraîches, se poursuivent jusqu'au 6 mai, date à laquelle il est décidé de mener une contre-attaque organisée avec les régiments d'infanterie bavaroise 18 et 23, renforcés par les régiments d'infanterie de réserve 55 et 91. La 36e brigade est relevée par la 37e brigade le 5 mars et, les positions du 11e Middlesex et du 7e Royal Sussex sont reprises par le 6e Buffs et le 7e East Surrey. Des attaques allemandes sont lancées sur le cratère C à 20 heures, 21 h 22 et 22 h 35, qui sont repoussées avec l'aide de l'artillerie divisionnaire. Les attaques allemandes ont pour but de priver les Britanniques de l'observation des défenses allemandes restantes.

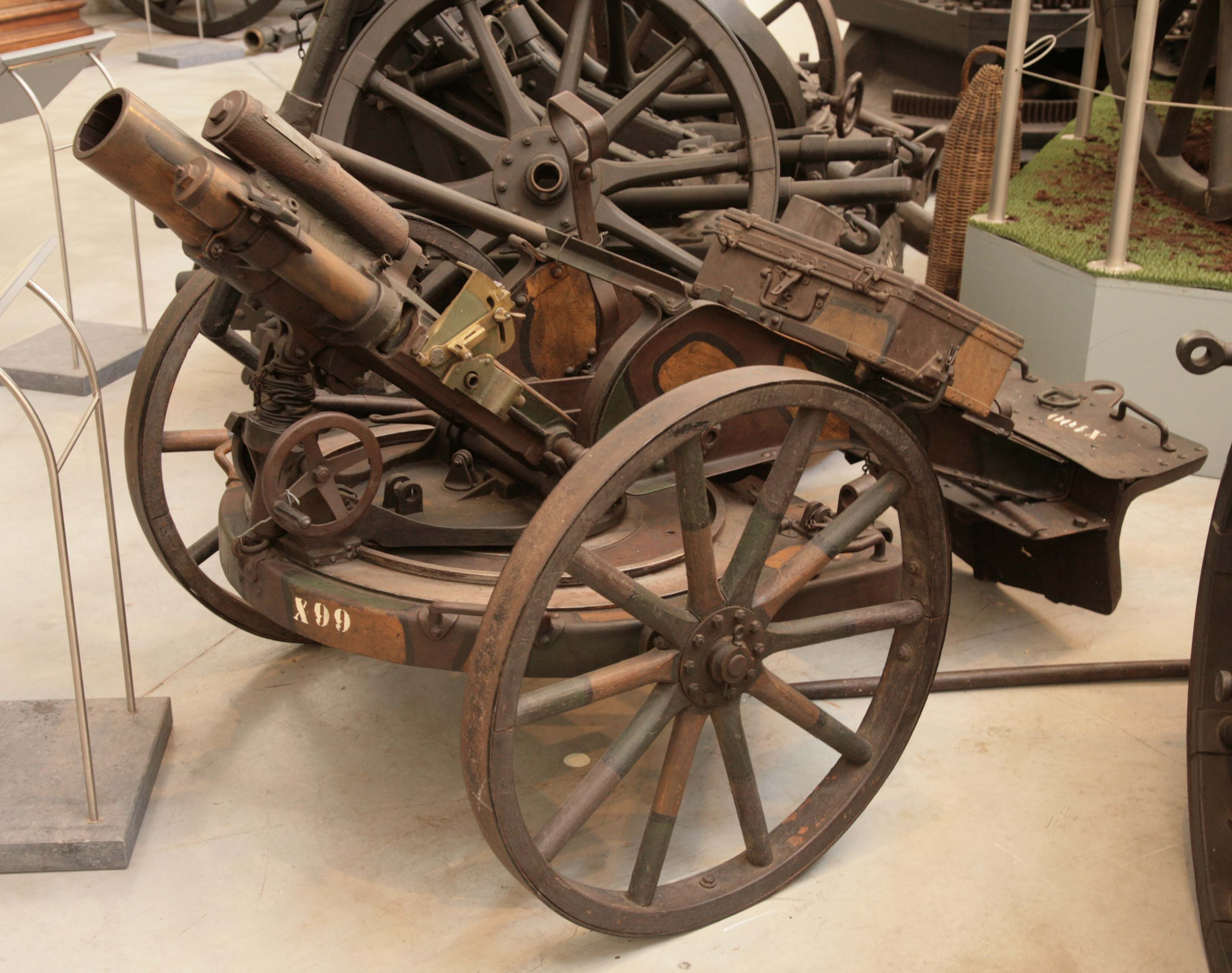
Exemple d'un "minenwerfer" allemand de 7,58 cm

### 6 mars
La récupération par les Allemands du cratère Triangle et de l'entrée du système de galeries allemand rend précaire l'emprise britannique sur les nouveaux cratères, mais du temps était nécessaire pour dégager les galeries britanniques et reprendre les travaux de sape. Une autre attaque sur le cratère Triangle et The Chord pour bloquer les tranchées Big Willie, C1 et C2 par le 6e Buffs est planifiée. Un groupe doit attaquer depuis le cratère 2 en remontant la face sud du cratère Triangle jusqu'à la lèvre est et bloquer la tranchée Big Willie, un deuxième groupe doit attaquer depuis le même endroit en remontant la face nord du cratère Triangle jusqu'à The Chord et une troisième unité doit attaquer depuis le cratère A pour atteindre The Chord et bloquer les tranchées C1 et C2. L'attaque de la compagnie C commence à 18 heures le 6 mars, lorsque le groupe numéro 1 attaque le long de la frange sud du cratère du Triangle, mais les hommes s'enfoncent jusqu'aux genoux et sont pris sous le feu des mitrailleuses et des grenades allemandes alors qu'ils pataugeent.
Les défenseurs allemands contre-attaquent et repoussent le groupe vers le Cratère 2, où une mêlée s'engage, jusqu'à ce que les Allemands se retirent au bout de deux heures. Les deuxième et troisième groupes se rejoignent à The Chord, mais se retirent lorsqu'ils manquent de grenades. Les Allemands attaquent avec détermination le Cratère 1 et réduisent les défenseurs à un seul homme armé d'un Lewis Mark I, qui tient tête aux Allemands jusqu'à l'arrivée des renforts. L'échec de l'attaque et la vulnérabilité de la ligne de front sont signalés à 18 h 55 et une compagnie du 6e bataillon, Royal West Kent, est envoyée en avant. Les renforts et l'artillerie divisionnaire parviennent à repousser la contre-attaque allemande, mais du 6 au 7 mars, la 37e brigade perd 331 hommes.

### 7-15 mars
La 170e compagnie de tunneliers pénètre dans le système de galeries allemand à partir du cratère 2 et le trouve vide, ce qui dissipe les craintes d'une contre-mine allemande et le système allemand est détruit le 12 mars. Les attaques allemandes sur les cratères se poursuivent mais sont repoussées, malgré les restrictions imposées à la consommation de munitions de l'artillerie britannique. Le 15 mars, les Allemands commencent à utiliser un Minenwerfer, très précis et permettant d'effectuer des tirs plongeants sur les cratères et de détruire les défenses de campagne britanniques, démoralisant ainsi l'infanterie britannique.

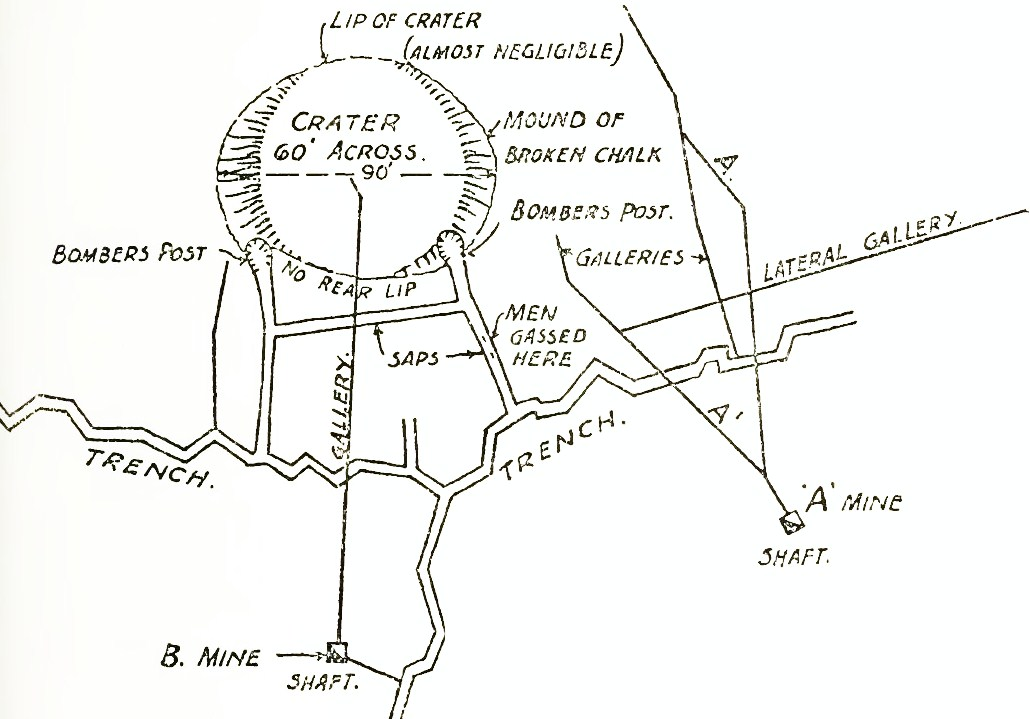
Schéma des galeries et des sapes de la mine du cratère

### 18 mars
Les escarmouches se déroulent dans un froid glacial et des tempêtes de neige, mais les attaques allemandes diminuent. On pense que les Allemands ont abandonné la tentative de récupérer le terrain perdu et se concentrent sur l'amélioration de leurs positions défensives. Le 18 mars, la ligne de front britannique est tenue par le 6e Buffs, une compagnie du 6e Queen's, une compagnie du 6e RWK et le 7e East Surrey de la 37e brigade. Les troupes sont très fatiguées, après avoir tenu les positions depuis une quinzaine de jours, face aux attaques allemandes par un temps froid et humide. Les tirs d'artillerie allemands s'intensifient dans la matinée et les tirs de mortiers de tranchée causent beaucoup de dégâts. Un bombardement beaucoup plus important a lieu de 17 h 15 à 18 h 15, durant lequel le tir des puissants Minenwerfer rend les cratères intenables. le village de Vermelles est touché par environ 2 000 obus et les lignes de communications de la 12e division (Est) vers Annequin et Noyelles sont bombardées par des obus lacrymogènes.
Les troupes du 6e Buffs qui se trouvent dans les cratères 1, 2 et A sont tuées ou enterrées et la confusion est d'autant plus grande que les tranchées West Face, Saville Row et les sapes 9 et 9a sont comblées par les débris projetés par le bombardement. Cinq mines explosent à proximité des lignes britanniques à 18 h 15, provoquant une certaine désorganisation et un certain désarroi au sein du IIIe bataillon du 23e régiment d'infanterie bavaroise, qui se ressaisit rapidement et débute l'attaque. Les Bavarois reprennent The Chord et repoussent la 37e brigade jusqu'à la limite des cratères et de l'ancienne ligne de front britannique. Une contre-attaque britannique est retardée par la nécessité de dégager les sapes, puis trois compagnies de la 6e RWK reprirent les lèvres proches des cratères. Le 7e East Surrey tenait la gauche de la ligne britannique, où l'une des mines allemandes fit sauter le cratère C et les attaquants allemands envahirent les quatre hommes survivants dans les cratères B et 4, puis pénétrèrent dans la sape 12, la sape russe et la tranchée Sticky Trench.
Une contre-attaque est organisée par une partie du 7e East Surrey, qui reprend le cratère 4 et une position dominante sur le cratère B. La sape 12 et la sape russe sont bloqués et consolidés à 21 h 15. Le cratère 3 ayant été tenu pendant l'attaque, le 19 mars à 3 h 15, les lèvres proches des cratères B et C sont reprises. La lèvre du cratère C est abandonnée à l'aube. Les Britanniques tiennent les cratères 3 et 4 et les lèvres proches des cratères 1, 2, A et B. À 22 h 30, la lèvre proche du cratère C est reprise et reliée à la sape russe. Les Allemands se retirent alors sur les lèvres proches de leur côté. Il s'avère plus tard que les Allemands avaient creusé de nouvelles galeries dans la couche d'argile recouvrant la craie, galeries qui pouvaient être creusées sans bruit, ce qui contribua à la surprise des explosions de mines allemandes. La 35e brigade relève la 37e brigade et, lorsque les combats dans les cratères s'apaisent, les deux camps tiennent le côté proche de chaque cratère .

## Conséquences

### Analyse
| Mois     | Total   |
| -------- | ------- |
| Décembre | 5 675   |
| Janvier  | 9 974   |
| Février  | 12 182  |
| Mars     | 17 814  |
| Avril    | 19 886  |
| Mai      | 22 418  |
| Juin     | 37 121  |
| Total    | 125 141 |

La nouvelle garnison allemande de la redoute Hohenzollern est doublée pendant plusieurs jours et un niveau d'alerte élevé est maintenu jusqu'à la fin du mois, lorsque la possibilité d'une nouvelle attaque britannique est considérée comme terminée. Le commandant de la 37e brigade, le brigadier-général Cator, rapporte que l'intérieur des cratères est un pièges à homme. Les cratères concentrent les tirs d'artillerie et de mortier mais n'offrent aucune protection, étant des espaces confinés dont le fond est constitué d'un marécage de craie liquide et de boue noire, inutilisable comme matériau de fortification. L'édification des lèvres du cratère à l'aide d'un parados, la lèvre arrière de la tranchée, ou de haies et de planches échoua, car les tirs d'obus les délogeent rapidement et les côtés intérieurs s'effondrent dans le cratère. La défense de la lèvre avant s'avére difficile, en raison de sa largeur et de la présence de monticules d'argile de 3,7 à 6,1 m de haut, qui obstruent le champ de tir. Cator recommande que les lèvres proches des cratères ou une ligne au-delà de celles-ci constituent de meilleures positions et que l'intérieur des cratères soit laissé vide, les positions étant maintenues sur les lèvres arrière.

### Pertes
La 36e brigade compte 898 pertes et la 37e brigade 1 084 pertes du 5 au 18 mars. Le 8e Royal Fusiliers perd 254 hommes et le 9e Royal Fusiliers 160 hommes lors de l'attaque du 2 mars. Du 2 au 19 mars, la 12e division (Est) compte plus de 3 000 victimes et lorsque la division est relevée le 26 avril, ses pertes s'élèvent à 4 025 hommes.
Les chiffres des pertes allemandes sont incomplets, aucun n'étant disponible pour le 23e régiment d'infanterie bavarois, mais ce dernier a perdu 95 hommes. Pour l'historien britannique James Edmonds, le 23e régiment d'infanterie bavaroise se trouvant sur le chemin de l'attaque britannique initiale et ayant mené la première contre-attaque, il a subi un nombre de pertes beaucoup plus important.

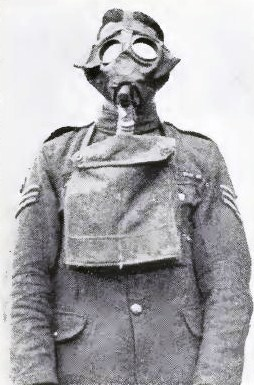
Un soldat britannique fait la démonstration d'un masque à gaz avec respirateur

### Opérations ultérieures
Les Britanniques font sauter une autre mine le 19 mars et les Allemands font sauter deux mines dans les carrières le 24 mars. Les mines britanniques explosent les 26 et 27 mars, les 5, 13, 20, 21 et 22 avril, les mines allemandes explosent le 31 mars, les 2, 8, 11, 12 et 23 avril. Chaque explosion est suivie d'attaques d'infanterie et de la consolidation des lèvres des mines, qui coûtent cher aux deux camps et transforment de plus en plus de zones du no man's land en champs de cratères. La 12e division (Est) est relevée le 26 avril et manque l'attaque allemande au gaz à Hulluch, qui débute le lendemain.

### Hulluch
Du 27 au 29 avril, les divisions du IIe corps bavarois lancent une attaque au gaz contre les positions du Ier Corps. Juste avant l'aube du 27 avril, la 16e division, irlandaise, et une partie de la 15e division, écossaise, sont soumises à une attaque allemande au gaz de combat près de Hulluch, à 1,6 km au nord de Loos. Le nuage de gaz et les bombardements d'artillerie sont suivis par des troupes qui s'installent temporairement dans les tranchées britanniques. Deux jours plus tard, une autre attaque au gaz frappe les lignes allemandes. Un grand nombre de victimes allemandes sont causées par cette erreur, aggravée par les tirs des troupes britanniques sur les Allemands qui s'enfuient à découvert. Le gaz allemand est un mélange de chlore et de phosgène, dont la concentration est suffisante pour pénétrer les masques à gaz des Britanniques. La 16e division est injustement blâmée pour sa mauvaise discipline en présence d'attaque au gaz et il a été dit que les masques à gaz de la division étaient de qualité inférieure, afin de dissiper les doutes quant à l'efficacité du masque. La production de masque à gaz avec respirateur, qui avait bien fonctionné pendant l'attaque, est accélérée.